# Joseph Edward Mayer
Joseph Edward Mayer (* 5. Februar 1904 in New York City; † 15. Oktober 1983) war ein US-amerikanischer Chemiker, bekannt für fundamentale Beiträge zur statistischen Mechanik. Er war Professor an der University of California, San Diego (UCSD).
Mayer war der Sohn eines aus Österreich eingewanderten Ingenieurs. Er studierte ab 1921 Chemie am Caltech unter anderem bei Richard C. Tolman, Arthur Amos Noyes und Roscoe G. Dickinson. Zu seinen Kommilitonen gehörte Linus Pauling. Nach dem Bachelorabschluss 1924 ging er an die University of California, Berkeley, wo er 1927 bei Gilbert Newton Lewis promoviert wurde (A disproof of the radiation theory of chemical activation). 1929 ging er mit einem Rockefeller-Stipendium an die Universität Göttingen zu James Franck. Hier kam er mit der damals im Entstehen befindlichen Quantenmechanik in Berührung, arbeitete mit Max Born und traf eine Studentin von Born, Maria Goeppert-Mayer, die er 1930 heiratete. Von 1937 bis 1939 war er Professor an der Johns Hopkins University und von 1939 bis 1945 an der Columbia University. Im Zweiten Weltkrieg forschte er für das Ballistik-Forschungslabor der US-Armee Aberdeen Proving Ground und war in diesem Zusammenhang auch an der Front in Iwo Jima. 1945 ging er an die University of Chicago und 1960 an die UCSD, wo er von 1963 bis 1966 der Chemie-Fakultät vorstand und 1972 emeritierte.
Mayer befasste sich mit physikalischer Chemie und war ein Experte in statistischer Mechanik. Zunächst arbeitete er noch experimentell, später nur noch als Theoretiker. In den 1930er Jahren führte er diagrammatische Methoden und Cluster Entwicklungen (Cluster Expansions) der Verteilungsfunktion für imperfekte (reale) Gase in die statistische Mechanik ein. Mit W. G. McMillan entwickelte er eine Theorie von Lösungen, die er später auf ionische Lösungen erweiterte.
1958 erhielt er die G. N. Lewis Medal, 1967 den Peter Debye Award, 1969 den James Flack Norris Award der American Chemical Society, 1966 die Chandler Medal der Columbia University und 1967 die J. G. Kirkwood Medal der Universität Yale. 1946 wurde er Mitglied der National Academy of Sciences. 1955 war er Gibbs Lecturer. 1973 bis 1974 war er Präsident der American Physical Society. Er war Ehrendoktor der Universität Brüssel (1962) und ab 1961 Mitglied im wissenschaftlichen Rat der Solvay Stiftung. 1958 wurde er in die American Academy of Arts and Sciences gewählt. Seit 1964 war er korrespondierendes Mitglied der Heidelberger Akademie der Wissenschaften. 1970 wurde er in die American Philosophical Society aufgenommen.
Er war von 1930 bis zu ihrem Tod 1972 mit der Nobelpreisträgerin Maria Goeppert-Mayer verheiratet, mit der er zwei Kinder hatte und mit der er auch 1940 ein Buch über statistische Mechanik veröffentlichte. Nach dem Tod seiner ersten Frau heiratete er Margaret (Peg) Griffen.
Von 1941 bis 1952 war er Herausgeber des Journal of Chemical Physics.

## Schriften
- The way it was, Annual Review of Physical Chemistry, Band 33, 1982, S. 1–23 (Autobiographie)
- mit Maria Goeppert-Mayer Statistical Mechanics, Wiley 1940
- The statistical mechanics of condensing systems, Teile 1–6, J. Chem. Phys., Band 5, 1937, S. 67, 74 (mit P. G. Ackermann), Band 6, 1938, S. 87, 101 (beide mit S. F. Harrison), J. Phys. Chem., Band 43, 1939, S. 71, J. Chem. Phys. Band 7, 1939, S. 1025 (mit S. F. Streeter)
- mit Elliott W. Montroll Statistical mechanics of imperfect gases, J. Chem. Phys., Band 9, 1941, S. 626–637
- mit W. G. McMillan Statistical mechanics of multicomponent systems, J. Chem. Phys., Band 13, 1945, S. 276–305
- The theory of ionic solutions, J. Chem. Phys., Band 18, 1950, S. 1426–1436